# IPhone 15 Pro
iPhone 15 Pro a iPhone 15 Pro Max jsou high-end smartphony navržené, vyvíjené a vyráběné americkou společností Apple. Jedná se o sedmnáctou generaci mobilních telefonů z řady iPhone, která nahrazuje 16. generaci – IPhone 14 Pro a iPhone 14 Pro Max. Jedná se o první model, který má titanový rám. Dále byly zmenšeny rámečky kolem displeje a bylo posíleno přední i zadní sklo. Nahrazeno bylo také tlačítko pro ztlumení zvonění novým, přizpůsobitelným Action tlačítkem, a byl vyměněn Lightning konektor za USB-C.
Zařízení byla představena spolu s iPhonem 15 a iPhonem 15 Plus na Apple Eventu kalifonském Cupertinu 12. září 2023.

## Historie
V roce 2021 navrhla Evropská komise, aby měla všechna elektronická zařízení v Evropské unii konektor USB-C, včetně mobilů iPhone, které do té doby vlastní konektor Lightning. V říjnu 2022, Apple potvrdil, že se přizpůsobí Evropské unii a zahrne do svých mobilních telefonů konektor USB-C.
iPhone 15 Pro, společně s 15 Pro Max, iPhonem 15 a 15 Plus, Apple Watch Series 9 a Ultra 2. generace byly představeny na konferenci Apple Event, Wonderlust, 12. září 2023 v kalifornském Cupertinu.

## Specifikace
iPhone 15 a 15 Pro Max je z větší části založen na iPhonu 14 Pro a 14 Pro Max. Největší změnou je výměna rámu z nerezové oceli za rám titanové slitiny, díky níž je telefon odolnější i lehčí. Oba modely dostaly o 2 GB více operační paměti, ve finále tedy mají 8 GB RAM. Obě verze telefonu jsou odolné proti vodě a prachu do hloubky 6 metrů na 30 minut, deklarováno certifikátem IP68.

### Hardware

#### Čipset
iPhone 15 Pro a iPhone 15 Pro Max mají nový systém na čipu Apple A17 Pro. Jedná se o první SoC, který je vyráběn 3nm technologií N3B použitý v smartphonu. Obsahuje dvě vysoko-výkonnostní a čtyři energeticky-efektivní jádra, a má novější a větší GPU, nově s šesti jádry, namísto pěti, které měly předchozí verze.

#### Displej
iPhone 15 Pro má 6,1palcový (15cm) displej s technologií True Tone Super Retina XDR OLED s rozlišením 2 556 × 1 179 s hustotou pixelů 460 PPI (pixels per inch). iPhone 15 Pro Max má 6,7palcovou (17cm), obrazovku s totožnou technologií, rozlišením 2 796 × 1 290 pixelů a hustotou pixelů 460 PPI. Oba modely mají standardní jas 1 000 nitů, maximální HDR 1 600 nitů a maximální venkovní jas až 2 000 nitů.

#### Kamerový systém
iPhone 15 Pro je vybaven kamerovým systémem se čtyřmi fotoaparáty – jedním předním 12Mpix fotoaparátem s clonou ƒ/1,9 a třemi zadními fotoaparáty – 48Mpix s clonou ƒ/1,78, 12Mpix ultraširokým s clonou ƒ/2,2 a teleskopickým s 12 Mpix a clonou ƒ/2,8. Má trojnásobný optický zoom pro přiblížení.
iPhone 15 Pro Max je taktéž vybaven čtyřmi fotoaparáty, avšak teleskopický fotoaparát je vybaven 3D optickou stabilizací obrazu s posuvným snímačem a automatickým zaostřováním, přičemž má pětinásobný optický zoom pro přiblížení.
Všechny modely iPhone 15 podporují alternativní režim DisplayPort přes USB-C s HDR až do rozlišení 4K. Předchozí modely do iPhone 14 měly s adaptérem Lightning maximální podporované rozlišení 1 600 x 9 00 (o něco méně než 1080p) kvůli technickým omezením konektoru Lightning.

#### Baterie
U iPhonů 15 Pro i 15 Pro Max byla navýšena kapacita baterie – iPhone 15 Pro má kapacitu 3 650 mAh, předchozí iPhone 14 Pro měl 3 200 mAh, iPhone 15 Pro Max má 4 825  mAh oproti 4 323 mAh u iPhonu 14 Pro Max.

#### USB-C
iPhone 15 a 15 Plus jsou prvními modely, které budou mít namísto klasického konektoru Lightning, konektor USB-C, po přijetí návrhu Evropské komise. Obě verze mají rychlejší USB-C než základní verze iPhone 15, přičemž s USB 3.1 dosahují přenosové rychlosti 10 Gbps (tj. 1,25 GBps), což je podstatné zrychlení proti předchozímu konektoru Lightning. Proti původním spekulacím nemá USB konektor žádná omezení (původní Lightning konektor omezoval možnosti připojení kabelů a příslušenství pouze na výrobky certifikované v programu „Made for iPhone“).

#### Action tlačítko
Při představení iPhonu 15 a 15 Plus odhalil Apple nové postranní tlačítko „Action Button“, podobné tomu na zařízení Apple Watch Ultra. Nové tlačítko nahrazuje prostý přepínač mezi zvoněním či vibracemi, přičemž nové tlačítko lze programovat podle vlastní potřeby – aktivování fotoaparátu, přepínání mezi režimy nebo i spuštění vlastních zkratek, přičemž dlouhým stisknutím si zachovává funkci původního přepínače.

### Software
Oba modely budou prodávány s předinstalovaným iOS 17.

## Design
iPhone 15 Pro a iPhone 15 Pro Max jsou dostupné v barvách přírodní titan, modrý titan, bílý titan a černý titan.
| Barva | Název          |
| ----- | -------------- |
|       | Přírodní titan |
|       | Modrý titan    |
|       | Bíly titan     |
|       | Černý titan    |

## Kontroverze
Uživatelé si po necelém měsíci od vydání stěžovali na vypalování ProMotion displeje u prvních vyrobených kusů, přičemž důvodem má být hardwarová závada a Apple nabízel možnost výměny (model byl nicméně špatně dostupný).